# Judit Temes
Judit Temes (Boedapest, 10 oktober 1930 – Boedapest, 11 augustus 2013) was een Hongaars zwemmer.

## Biografie
Temes nam driemaal deel aan de Olympische Zomerspelen
Temes won tijdens de Olympische Zomerspelen van 1952 de bronzen medaille medaille op de 100m vrije slag en de gouden medaille op de 4x100m vrije slag.
Tijdens de Europese kampioenschappen zwemmen 1954 won Temes brons op de 100m vrije slag en het goud met de 4x100m vrije slag estafette.

## Internationale toernooien
| Jaar | Olympische Spelen                       | Europese kampioenschappen zwemmen   |
| ---- | --------------------------------------- | ----------------------------------- |
| 1948 | HF 100m vrije slag 5e 4x100m vrije slag |                                     |
| 1952 | 100m vrije slag · 4x100m vrije slag     |                                     |
| 1954 |                                         | 100m vrije slag · 4x100m vrije slag |
| 1956 | 20e 100m rugslag 7e 4x100m vrije slag   |                                     |

1912: Moore, Fletcher, Speirs, Steer ·
1920: Woodbridge, Schroth, Guest, Bleibtrey ·
1924: Donnelly, Ederle, Lackie, Wehselau ·
1928: Lambert, Osipowich, Saville, Norelius ·
1932: Johns, Saville, McKim, Madison ·
1936: Selbach, Wagner, den Ouden, Mastenbroek ·
1948: Corridon, Kalama, Helser, Curtis ·
1952: I. Novák, Temes, É. Novák, Szőke ·
1956: Fraser, Leech, Morgan, Crapp ·
1960: Spillane, Stobs, Wood, von Saltza ·
1964: Stouder, de Varona, Watson, Ellis ·
1968: Barkman, Gustavson, Pedersen, Henne ·
1972: Babashoff, Barkman, Kemp, Neilson ·
1976: Peyton, Sterkel, Babashoff, Boglioli ·
1980: Krause, Metschuck, Diers, Hülsenbeck ·
1984: Johnson, Steinseifer, Torres, Hogshead ·
1988: Otto, Meißner, Hunger, Stellmach ·
1992: Haislett, Martino, Thompson, Torres ·
1996: Martino, Van Dyken, Fox, Thompson ·
2000: Van Dyken, Shealy, Thompson, Torres ·
2004: Mills, Lenton, Thomas, Henry ·
2008: Dekker, Kromowidjojo, Heemskerk, Veldhuis ·
2012: Coutts, C. Campbell, Elmslie, Schlanger ·
2016: McKeon, Elmslie, B. Campbell, C. Campbell ·
2020: B. Campbell, Harris, McKeon, C. Campbell ·
2024: O'Callaghan, Jack, McKeon, Harris
- International Standard Name Identifier: 0000 0001 1326 445X
- Virtual International Authority File: 165359894